# Галимова, Резеда Лукмановна
Резеда Лукмановна Галимова (род. 26 октября 1966, Республика Татарстан, СССР) — российская певица (лирическое сопрано). Заслуженная артистка Российской Федерации (2018) и Республики Татарстан (2018), Народная артистка Республики Татарстан (2011). Солистка Государственного оркестра народных инструментов Республики Татарстан.

## Биография
Родилась 26 октября 1966 года в городе Чистополь, Республики Татарстан. В 1986 году окончила Нижнекамское музыкальное училище имени С. Сайдашева по специальности фортепиано, а в 1992 году — вокальное отделение. С 1992 по 1998 годы получила образование в Российской академии музыки имени Гнесиных (г. Москва) по специальности «Вокальное искусство-академическое пение». С 1997 г. по настоящее время является солисткой Государственного оркестра народных инструментов Татарской государственной филармонии имени Габдуллы Тукая.
В концертном репертуаре представлены: ария Снегурочки (опера «Снегурочка», Н. Римский-Корсаков), каватина Людмилы (опера «Руслан и Людмила», М. Глинка), ария Алтынчэч (опера «Алтынчэч», Н. Жиганов), И. Штраус «Сказки Венского леса», болеро Елены (опера "Сицилийская вечерня", Дж. Верди), Р. Яхин «Над Демой», А. Алябьев «Соловей», татарская народная песня «Эрбет».
Выступала с Государственным симфоническим оркестром РТ, Государственным оркестром народных инструментов РТ, Камерным оркестром «Новая музыка», Государственным струнным квартетом РТ. Гастролировала с Государственным оркестром народных инструментов РТ (Германия, Болгария, Португалия, Южная Корея, Россия (Санкт-Петербург, Ульяновск, Набережные Челны, Альметьевск, Нижнекамск).
Участвует в концертных программах Казанского камерного оркестра «La Primavera», оркестра Казанского высшего танкового командного ордена Жукова Краснознаменного училища, Академического Большого хора «Мастера хорового пения» Российского государственного музыкального телерадиоцентра.

## Творчество
Среди сольных концертов и программ с участием Р. Галимовой:
- «Классика на бис»
- "У врат обители святой. Творчество С. Рахманинова»
- «Пушкин и музыка»
- «Снежная фантазия»
- «Музыка русских композиторов для детей»
- «Мировая классическая музыка для детей»
- «Золотой век России. Русский классический романс XIX века»
- «Вам песня посвящается…». Творчество советских композиторов – классиков
- «Оныта алмыйм…». Творчество композитора Р. Яхина
- «Вальс турында вальс...». Творчество композитора С. Садыковой
- «Күңелем Сәйдәш белән». Творчество композитора С. Сайдашева

В составе делегации Республики Татарстан принимает участие в национальном татарском празднике «Сабантуй» (Турция, США, Азербайджан, Узбекистан, Казахстан, Украина, Белоруссия, Литва и городах России: Москва, Архангельск, Екатеринбург, Астрахань, Томск, Омск, Челябинск и Владивосток).
Резеда Галимова в 2004 г. участвовала в гастрольном туре лауреатов Международного конкурса вокалистов «Grand Prize» в США в городах Литл-Рок и Нью-Йорк, на сцене концертного зала «Карнеги-холл».
Певица участвовала в днях Российской культуры в городе Бадене (Австрия) по приглашению Международного благотворительного фонда развития классического искусства и Российского института культуры в Вене в 2005 г.
В апреле 2013 г. выступала с сольным концертом во Дворце Европы (г. Страсбург, Франция), представляя «Универсиаду – 2013».
В августе 2018 г. выступала с сольным концертом на 33-м Международном фестивале симфонической музыки на сцене исторического амфитеатра в городе Эль-Джем (Тунис).

## Награды
- Лауреат республиканского конкурса вокалистов «Татар Жыры» (1995)
- Лауреат III-го Республиканского конкурса вокалистов им. С. Сайдашева (1996) [3]
- Лауреат Международных Дельфиских Игр в Москве в номинации «Академическое пение» (2000)
- Заслуженная артистка Республики Татарстан (2001)
- Лауреат Международного конкурса вокалистов «Grand Prize», Италия (2003)[4]
- Медаль «В память 1000-летия Казани» (2005) [5]
- Почетный знак Прокураторы Республики Татарстан «За службу закону» (2007)
- Медаль Министерства обороны РФ «За укрепление боевого содружества» (2009)
- Народная артистка Республики Татарстан (2011)
- Нагрудный знак Министерства культуры Республики Татарстан «За достижения в культуре» (2011)
- Лауреат Международного конкурса вокалистов «Grand Price», Италия
- Медаль «За содействие вооруженным силам Российской Федерации»
- Награждена нагрудным знаком Министерства культуры Республики Татарстан «За достижения в культуре»
- Почетный знак Прокураторы Республики Татарстан «За службу закону»
- Благодарственное письмо Президента Республики Татарстан (2016)[3]
- Благодарственное письмо Мэра Казани (2016)
- Заслуженная артистка Российской Федерации (2018)[6][7][8]
- Лауреат премии Республики Татарстан имени Ильгама Шакирова в номинации «Вокал. Женский голос» (2021)[9][10][11]

## Достижения
- Участие в составе делегаций в днях культуры Татарстана (Турция, Китай, Франция, Финляндия, Чехия, Германия, Украина, Латвия, Эстония, Казахстан, Узбекистан, Азербайджан)[1]
- Запись цикла произведений татарских и русских композиторов для радио РТ[12]
- Член жюри открытого республиканского конкурса вокалистов имени Салиха Сайдашева (г. Нижнекамск)
- Член жюри телевизионного конкурса молодых исполнителей «Татар моңы» имени Ильгама Шакирова (г. Казань)
- Председатель жюри открытого республиканского телевизионного фестиваля творчества работающей молодежи Республики Татарстан "Наше время – Безнен заман"[13]
- Председатель жюри фестиваля художественной самодеятельности Электропрофсоюза Республики Татарстан ВЭП[14]
- Член союза театральных деятелей Российской Федерации

1. Выступление на сцене музыкального фестиваля «Цветущий Татарстан», подготовленного Татарской государственной филармонией имени Г. Тукая для гостей и казанцев в дни чемпионата по футболу 2018
2. Президент Российской Федерации наградил Резеду Галимову
3. Сольный концерт в Татарской филармонии (2016)